# Bučina
Bučina (en allemand : Butschina) est une commune du district d'Ústí nad Orlicí, dans la région de Pardubice, en République tchèque. Sa population s'élevait à 256 habitants en 2024.

## Géographie
Bučina se trouve à 18 km au sud-ouest d'Ústí nad Orlicí, à 44 km au sud-est de Hradec Králové et à 128 km à l'est de Prague.
La commune est limitée par Hrušová au nord, par Cerekvice nad Loučnou à l'est, par Újezdec et Suchá Lhota au sud et par Javorník à l'ouest.

## Histoire
La première mention écrite de la localité date de 1167.

## Galerie

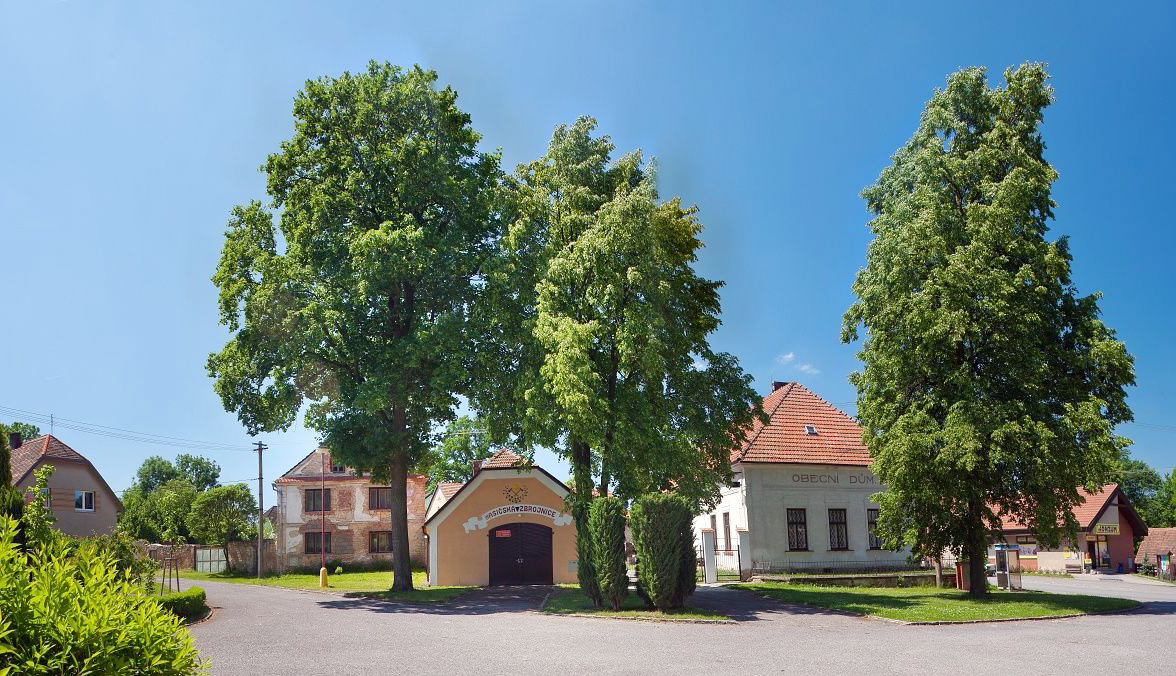
Centre de Bucina.
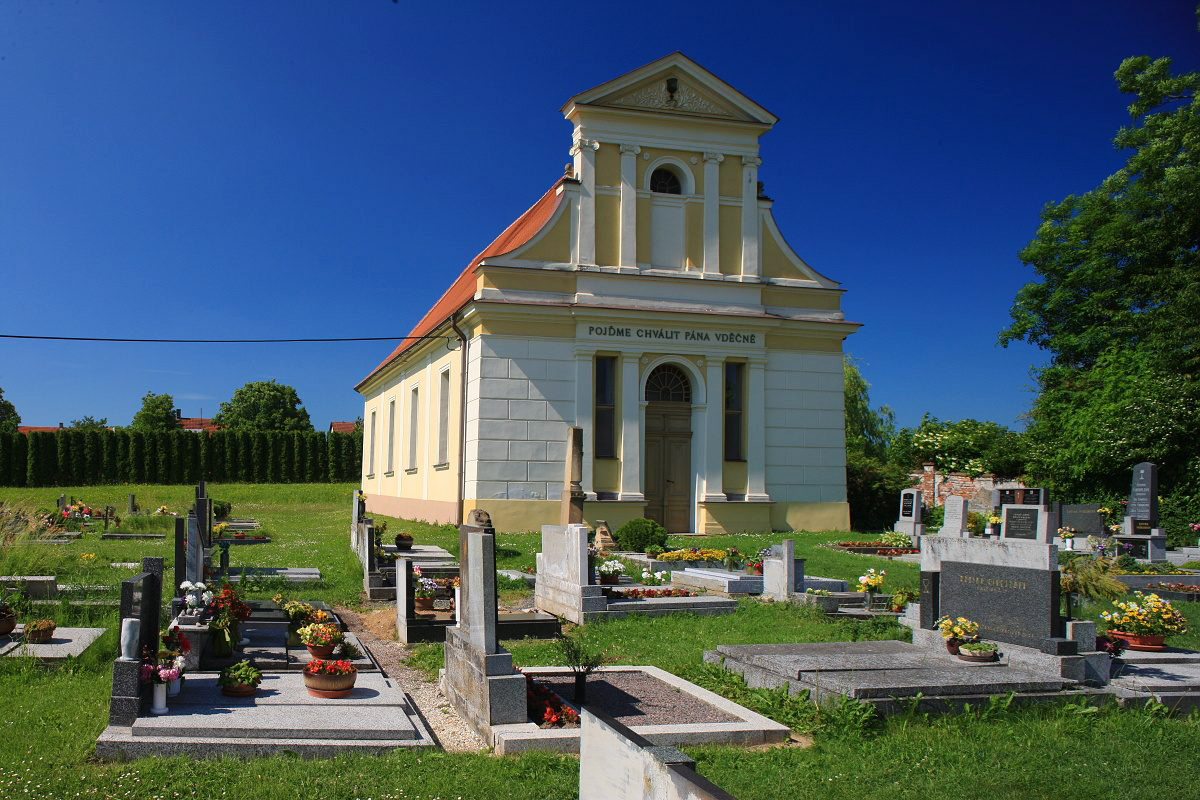
Église évangélique.

## Transports
Par la route, Bučina trouve à 8,5 km de Vysoké Mýto, à 26 km de Ústí nad Orlicí, à 42 km de Pardubice et à 156 km de Prague.